# WIEN'Z
WIEN'Z（ウィーンゼット）は、日本野球連盟に加盟していた社会人野球のクラブチームである。2021年に廃部となった。

## 概要
神奈川県鎌倉市を本拠地として活動するWIEN BASEBALL CLUBから創設者の1人であるフリージャーナリストの軍司貞則が退団し、1994年に東京都を本拠地とし『WIEN'94』を創部した。
1996年に全日本クラブ野球選手権大会に初出場すると、1999年には同大会で初優勝を果たした。
設立以来、監督は軍司が務めてきたが、2008年から2年間は創設時からのメンバーである志村亮が選手兼任で、2010年からは元広島東洋カープの新美敏が務めた。なお、軍司は監督退任後GMを務めた。
2013年12月18日付けで、チーム名を『WIEN'Z』に改称。軍司が監督に復帰し、「西高東低」といわれる全国のクラブの現況を打破すべくトライアウトで採用した若手中心にメンバーを大きく入れ替えた。その結果、監督の新美をはじめそれまで在籍していた選手の多くがエスプライド鉄腕硬式野球部へと移籍したため、同チームは在来メンバーと合わせて登録人数50人以上の大世帯となり、さながらWIEN'94との合併チームの様相を呈することとなった。
2021年4月25日、公式ツイッターにてチームの解散が発表され、4月27日付で日本野球連盟に解散が承認された。

## 設立・沿革
- 1993年 - WIEN BASEBALL CLUBから軍司貞則が退部、東京都に新たなチーム作りを始める
- 1994年 - 『WIEN'94』としてチーム発足
- 1996年 - 全日本クラブ野球選手権大会に初出場（4強）
- 1999年 - 全日本クラブ野球選手権で初優勝
- 2013年 - チーム名を『WIEN'Z』に変更
- 2021年 - 解散

## 主要大会の出場歴・最高成績
- 全日本クラブ野球選手権大会 - 出場8回、優勝1回（1999年）
- 中日本クラブカップ - 優勝1回（2012年）

## 元プロ野球選手の競技者登録
- 新美敏（元：広島東洋カープ） - 監督（2010年～2013年）→退団
- 今関勝（元：日本ハムファイターズ） - 投手→退団

## その他の主な在籍選手
- 志村亮（投手） - 大学時代、複数球団からドラフト1位指名が目されるもプロ入り拒否を宣言し、「幻のドラフト1位」と呼ばれた選手。WIEN BASEBALL CLUBから移籍。創部時から2010年まで兼任監督を務めた。